# Berri Txarrak
Berri Txarrak (z bask. „Złe Wieści”) – zespół z Nawarry grający muzykę rockową, powstały w 1994 w Lekunberri.

## Muzycy

### Obecny skład zespołu
- Gorka Urbizu – śpiew, gitara (od 1994)
- Galder Izagirre – perkusja (od 2010)
- David Gonzalez – gitara basowa (od 2008)

### Byli członkowie
- Aitor Goikoetxea – perkusja (1994–2010)
- Aitor Oreja – gitara basowa (1994–2004)
- Mikel Lopez „Rubio” – gitara basowa (1994–2008)

## Dyskografia
- Berri Txarrak (1997)
- Ikasten (1999)
- Eskuak/Ukabilak (2001)
- Libre © (2003)
- Jaio.Musika.Hil (2005)
- Zertarako Amestu (2007, DVD)
- Payola (2009, Roadrunner Records)
- Haria (2011, Kaiowas Records)